# Bronnen (Achstetten)
Bronnen ist ein Ortsteil der Gemeinde Achstetten im Landkreis Biberach in Baden-Württemberg. Das Dorf liegt circa einen Kilometer südöstlich von Achstetten und ist über die Kreisstraße 7519 zu erreichen.

## Geschichte
Im Jahr 1157 wurde der Ort erstmals als „Brunnon“ erwähnt. Im Westen von Bronnen wurden alemannische Reihengräber entdeckt. Eine niederadelige Familie von Bronnen ist von 1265 bis 1356 überliefert. 
Vermutlich schon im 14. Jahrhundert gehörte das Dorf den Herren von Freyberg und war Teil der Herrschaft Achstetten. Nach dem Aussterben dieser Linie derer von Freyberg im Jahr 1639 verkauften die Erben 1684 den Ort an die Freiherren von Räcknitz.
1710 wurde Bronnen vom Kloster Wiblingen erworben. Im Jahr 1685 erhielt das Kloster Gutenzell den Blutbann als kaiserliches Lehen, gab ihn jedoch 1769 an das Kloster Wiblingen weiter. Durch die Säkularisation des Klosters kam Bronnen 1803 zu Bayern und 1806 zu Württemberg, wo der Ort 1807 dem Oberamt Biberach und 1810 dem Oberamt Wiblingen unterstellt wurde.
Bei der Gemeindereform in Baden-Württemberg wurde die ehemals selbständige Gemeinde Bronnen zum 1. November 1972 in die Gemeinde Achstetten eingemeindet.

## Wappen
Wappenbeschreibung: „In geteiltem Schild oben in Blau schräggekreuzt eine brennende goldene Kerze und ein goldener Abtstab, unten in Gold ein blauer Dorfbrunnen.“
Wappendeutung: „Die Kerze ist das Attribut des heiligen Blasius, des Kirchenpatrons von Bronnen. Der Abtstab soll an die Beziehungen des Ortes zu verschiedenen Klöstern erinnern. Die niedere Gerichtsbarkeit hatte seit 1710 das Kloster Wiblingen, die hohe Gerichtsbarkeit besass das Kloster Salem und von diesem das Kloster Heggbach als Afterlehen. Die Kirche in Bronnen war im Mittelalter dem Kloster Sankt Blasien inkorporiert. Der Dorfbrunnen deutet als redendes Wappen auf den Ortsnamen. Die Farben Gold und Blau sind dem Wappen des Klosters Sankt Blasien entnommen.“ (Text bei der Gemeinde Achstetten)

## Sehenswürdigkeiten
- Katholische Pfarrkirche St. Blasius und Margaretha, der  spätgotische Bau wurde in den Jahren 1658 bis 1672 erneuert und verändert